# Labiryntodonty
Labiryntodonty, płazy tarczogłowe, meandrowce (Labyrinthodontia) – podgromada wymarłych płazów, żyjących od późnego dewonu do końca wczesnej kredy. Pierwsze labiryntodonty znane są z franu. Płazy te były szczególnie liczne w karbonie i triasie. Na początku jury grupa ta mocno podupadła na skutek konkurencji ze strony krokodylomorfów i od tej pory istniała tylko w dość izolowanej Australii. Dobrze zbudowane, masywne, o długości ciała do 5,0 m i masie do 0,5 tony. Prowadziły ziemnowodny tryb życia, niektóre rodzaje były zwierzętami słodkowodnymi. Nie istniały gatunki w pełni morskie, choć niektóre mogły żyć w deltach. Wszystkie labiryntodonty były drapieżnikami. Były to pierwsze, jeszcze bardzo prymitywne płazy, wywodzące się od ryb trzonopłetwych; posiadały wiele cech rybich. Wywodzą się od nich współczesne płazy i gady (patrz: sejmuria).
Jednym z najbogatszych w okazy stanowisk triasowych labiryntodontów w Europie jest Krasiejów. W Polsce znaleziono też jeden niekompletny okaz triasowy w Tatrach w rejonie Doliny Chochołowskiej.
Labiryntodonty obejmują 3 rzędy płazów:
- ichtiostegowce
- temnospondyle
- antrakozaury